# سيمون كلارك (عالم اجتماع)
سيمون كلارك (بالإنجليزية: Simon Clarke)‏ هو عالم اجتماع بريطاني، ولد في 26 مارس 1946 في لندن في المملكة المتحدة.